# Wend von Wietersheim
Pour les articles homonymes, voir Wietersheim.
Wend von Wietersheim (18 avril 1900 à Neuland, arrondissement de Löwenberg-en-Silésie en province de Silésie — 19 septembre 1975 à Bad Honnef-Aegidienberg) est un Generalleutnant allemand au sein de la Heer dans la Wehrmacht de la Seconde Guerre mondiale.
Il a été récipiendaire de la croix de chevalier de la croix de fer avec feuilles de chêne et glaives. La croix de chevalier de la croix de fer et ses grades supérieurs : les feuilles de chêne et glaives sont attribués en reconnaissance d'un acte d'une extrême bravoure ou d'un succès de commandement important du point de vue militaire.

## Biographie
Wend von Wietersheim est le fils de Walter Eduard Gustav von Wietersheim (1863-1919), chef d'administration, maître de cheval et propriétaire du manoir de Neuland, et de son épouse Armgard Henriette Georgine Theodora von Colmar (1868-1949), une fille du premier mariage d'Axel von Colmar-Meyenburg. Son frère aîné est Mark von Wietersheim (de) (1897-1969), député du parlement de l'État libre de Prusse et administrateur de l'arrondissement de Löwenberg-en-Silésie.
Wend von Wietersheim étudie à une école de cadets et s'engage peu avant la fin de la Première Guerre mondiale, le 6 août 1918, comme enseigne dans le 4e régiment de hussards (de), où il est promu lieutenant le 27 septembre 1919.

## Décorations
- Croix de fer (1914)
  - 2e classe
  - 1re classe
- Agrafe de la croix de fer
  - 2e classe (1er octobre 1939)
  - 1re classe (20 mai 1940)
- Insigne de combat des blindés
  - en Argent
- Insigne des blessés
  - en Noir
- Croix allemande en or (24 décembre 1941)
- Croix de chevalier de la croix de fer avec feuilles de chêne et glaives
  - Croix de chevalier le 10 janvier 1942 en tant que Oberstleutnant et commandant du Schützen-Regiment 113[3]
  - 176e feuilles de chêne le 12 janvier 1943 en tant que Oberst et commandant du Panzergrenadier-Regiment 113[3]
  - 58e glaives le 26 mars 1944 en tant que Generalmajor et commandant de la 11. Panzer-Division[3]
- Mentionné 3 fois dans le bulletin radiophonique Wehrmachtbericht (24 décembre 1943, 4 septembre 1944 et 24 décembre 1944)